# Артуш
Артуш (на китайски: 阿图什, на пинин: Ātúshí, на уйгурски: ئاتۇش) е град в северозападен Китай, административен център на Къзълсу-киргизкия автономен окръг на Синдзян-уйгурския автономен регион. Населението му е около 240 000 души (2010).
Разположен е на 1303 метра надморска височина в северозападния край на Таримския басейн, на 29 километра североизточно от Кашгар и на 55 километра южно от границата с Киргизстан. През X век селището е център на ислямизацията на региона, а днес в него е разположен голям концентрационен лагер за мюсюлмани.

## Известни личности
Родени в Артуш
- Илхам Тохти (р. 1969), общественик